# Dactylortyx thoracicus
Dactylortyx thoracicus е вид птица от семейство Odontophoridae, единствен представител на род Dactylortyx.

## Разпространение
Видът е разпространен в Белиз, Гватемала, Мексико, Салвадор и Хондурас.